# مارسيلينو بوليفار
مارسيلينو بوليفار (بالإسبانية: Marcelino Bolívar) (مواليد 14 يوليو 1964) هو ملاكم فنزويلي، مثّل بلاده في الألعاب الأولمبية الصيفية في دورتي 1984 و1988.

## روابط خارجية
مارسيلينو بوليفار على موقع بوكس ريك (الإنجليزية) (registration required)
- مارسيلينو بوليفار على موقع أوليمبيديا (الإنجليزية)